# Vedaranyam
Vedaranyam es una ciudad y municipio situada en el distrito de Nagapattinam en el estado de Tamil Nadu (India). Su población es de 34266 habitantes (2011). Se encuentra a 50 km de Nagapattinam y a 341 km de Chennai.

## Demografía
Según el censo de 2011 la población de Vedaranyam era de 34266 habitantes, de los cuales 16573 eran hombres y 17693 eran mujeres. Vedaranyam tiene una tasa media de alfabetización del 86,05%, superior a la media estatal del 80,09%: la alfabetización masculina es del 92,50%, y la alfabetización femenina del 80,11%.